# Élections municipales partielles françaises de 1985
Des élections municipales partielles ont lieu en 1985 en France.

## Bilan

### Résultats en nombre de maires
| Partis       | Partis                             | Maires sortants | Maires élus | Évolution     |
| ------------ | ---------------------------------- | --------------- | ----------- | ------------- |
|              | Union pour la démocratie française | 1               | 1           |               |
| Total droite | Total droite                       | 1               | 1           | en stagnation |

## Élections

### La Seyne-sur-Mer(Var)
- Maire sortant : Charles Scaglia (UDF-PR)
- Maire élu ou réélu : Charles Scaglia (UDF-PR)

- Contexte : annulation du scrutin partiel des 19 et 26 février 1984 (voir Élection municipale partielle de 1984)

|                                                                       | Charles Scaglia *      | UDF - RPR      | 12 965 | 50,74  | 35 |  |  |  |
| Liste de l'opposition unie pour La Seyne                              |                        |                | 12 965 | 50,74  | 35 |  |  |  |
|                                                                       | Maurice Blanc          | PCF - PS       | 10 450 | 40,90  | 10 |  |  |  |
| Liste de large rassemblement démocratique pour La Seyne et son avenir |                        |                | 10 450 | 40,90  | 10 |  |  |  |
|                                                                       | Pierre Neumayer        | FN             | 1 378  | 5,39   |    |  |  |  |
| Union Front national et socio-professionnels                          |                        |                | 1 378  | 5,39   |    |  |  |  |
|                                                                       | Claude Noblia          | EXD            | 485    | 1,89   |    |  |  |  |
| Liste de renouveau national et d'intérêt local                        |                        |                | 485    | 1,89   |    |  |  |  |
|                                                                       | Jean-Baptiste Santucci | MPPT           | 272    | 1,06   |    |  |  |  |
| Liste du Mouvement pour un Parti des Travailleurs                     |                        |                | 272    | 1,06   |    |  |  |  |
|                                                                       |                        |                |        |        |    |  |  |  |
| Inscrits                                                              | Inscrits               | Inscrits       | 39 049 | 100,00 |    |  |  |  |
| Abstentions                                                           | Abstentions            | Abstentions    | 13 014 | 33,33  |    |  |  |  |
| Votants                                                               | Votants                | Votants        | 26 035 | 66,67  |    |  |  |  |
| Blancs et nuls                                                        | Blancs et nuls         | Blancs et nuls | 485    | 1,86   |    |  |  |  |
| Exprimés                                                              | Exprimés               | Exprimés       | 25 550 | 98,24  |    |  |  |  |
| * Liste du maire sortant                                              |                        |                |        |        |    |  |  |  |